# La Motte-du-Caire
La Motte-du-Caire là một xã nằm trong département Alpes-de-Haute-Provence phía đông nam nước Pháp.